# Meloe brevicollis
Meloe brevicollis – gatunek chrząszcza z rodziny oleicowatych. Zamieszkuje palearktyczną Eurazję od Półwyspu Iberyjskiego po Rosyjski Daleki Wschód i Półwysep Koreański.

## Taksonomia
Gatunek ten opisany został po raz pierwszy w 1793 roku przez Georga W.F. Panzera. W 1911 roku Edmund Reitter włączył go do nowego podrodzaju Meloe (Eurymeloe). W 1970 roku John D. Pinto i Richard Brent Selander wyznaczyli omawiany gatunek typowym tego podrodzaju. Selander w pracach z 1985 i 1991 roku na podstawie badań morfologii stadiów larwalnych proponował wyniesienie kilku podrodzajów Meloe, w tym Eurymeloe, do rangi odrębnych rodzajów. Taka klasyfikacja jednak się nie przyjęła. W 2021 roku Alberto Sánchez-Vialas i współpracownicy opublikowali wyniki molekularnej analizy filogenetycznej Meloini, na podstawie których znów zaproponowano wyniesienie licznych podrodzajów Meloe, w tym Eurymeloe, do rangi odrębnych rodzajów. W wynikach tych M. brevicollis zajęła pozycję siostrzaną dla M. ibericus.
W obrębie tego gatunku wyróżnia się cztery podgatunki:
- Meloe brevicollis algiricus Escherich, 1890
- Meloe brevicollis brevicollis Brandt & Erichson, 1832
- Meloe brevicollis curticornis Martínez de la Escalera, 1914
- Meloe brevicollis mistaniensis Aksentjev, 1985

## Morfologia
Chrząszcz o ciele długości od 8 do 22 mm. Ubarwienie ma czarne z połyskiem niebieskim, granatowym lub fioletowym o zmiennej intensywności. Czułki mają wszystkie człony kulistawe, zwiększające stopniowo rozmiary ku ich wierzchołkom. U samca czułki są nieco masywniejsze niż u samicy. Głowa jest duża, wyraźnie szersza niż przedplecze, o nagiej i gęsto punktowanej powierzchni. Oczy złożone są stosunkowo małe i płaskie, a leżące za nimi skronie długie. Ciemię silnie uwypuklone. Przedplecze jest szersze niż dłuższe, w obrysie prostokątne z szeroko zaokrąglonymi i nabrzmiałymi kątami tylnymi. Jego powierzchnia jest bezwłosa i ma słabsze lub silniejsze punkty, a czasem także słabe zmarszczki. Tylnym brzegiem przedplecza biegnie wąska listewka krawędziowa. Pokrywy są skrócone, drobno i płytko pomarszczone oraz delikatnie mikrorzeźbione, pozbawione guzków czy wyraźnych punktów. Odnóża ostatniej pary mają biodra tak szerokie jak długie, a golenie o ostrodze wierzchołkowej zewnętrznej dłuższej i grubszej od wewnętrznej. Odwłok jest duży, zwłaszcza u samic silnie rozdęty. Tergity odwłoka są matowoczarne i gładkie, każdy ma w pośrodku szerokości, w pobliżu tylnej krawędzi owalne, koncentrycznie pomarszczone, niebieskawo połyskujące znamię.

## Biologia i ekologia

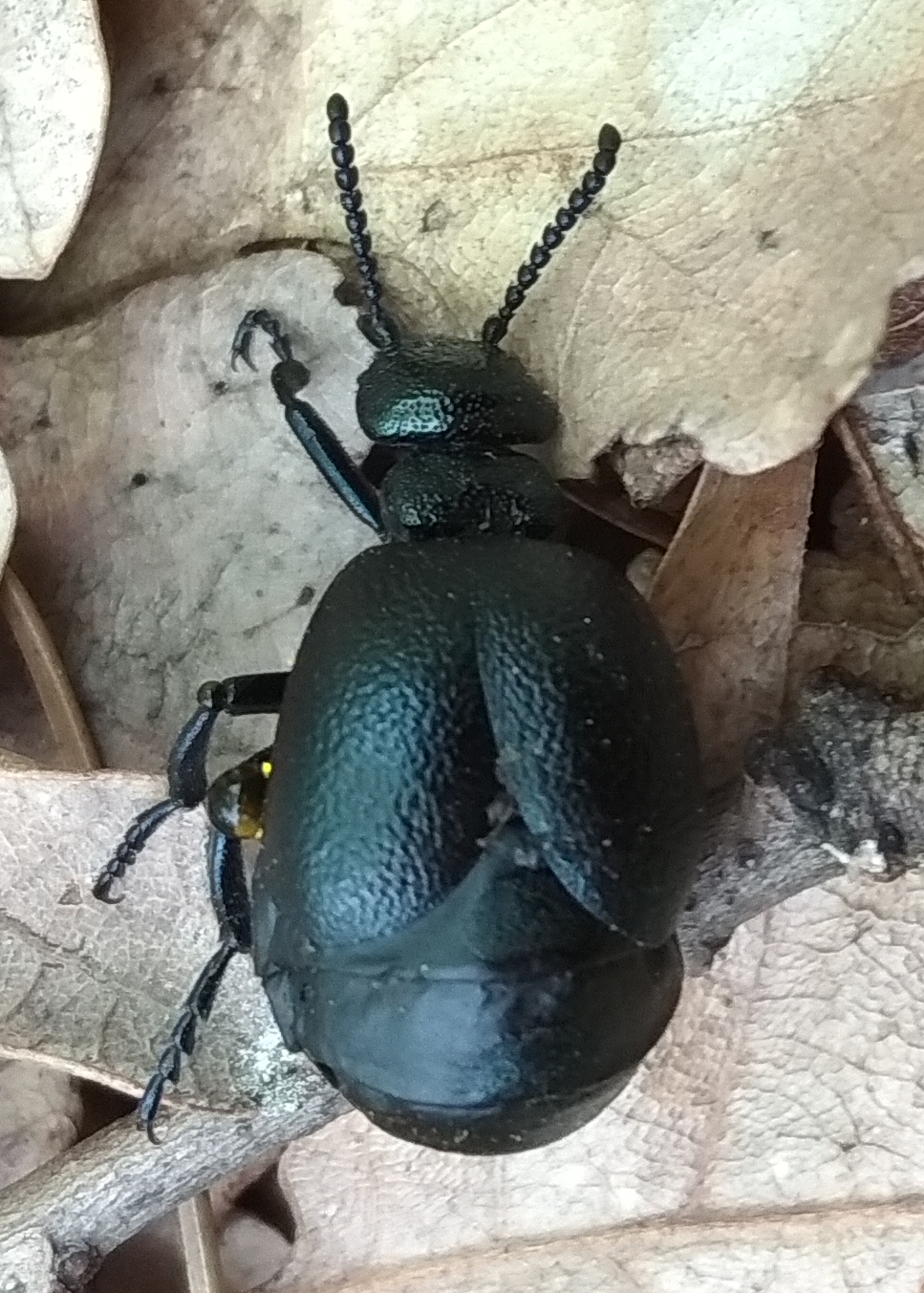
W środowisku naturalnym

Owad ten zasiedla stanowiska suche i otwarte, zwłaszcza o piaszczystym podłożu. Bytuje m.in. na skrajach lasów, wrzosowiskach, miedzach, pastwiskach i kamienistych ugorach. Osobniki dorosłe spotyka się od kwietnia do czerwca. Są fitofagami i żerują na soczystych, zielonych częściach roślin. Jaja składają do gleby. Wylęgają się z nich larwy pierwszego stadium zwane trójpazurkowcami, które wchodzą na kwiaty i tam przyczepiają się do dzikich pszczół. Larwa w czasie przebywania na pszczole żeruje na jej hemolimfie jako pasożyt zewnętrzny, a następnie zostaje pasożytem gniazdowym, najpierw zjadając jajo gospodarza, a potem liniejąc do formy pędrakowatej, żerującej na pyłku i nektarze zgromadzonym przez pszczołę.

## Rozprzestrzenienie
Gatunek palearktyczny, o rozmieszczeniu eurosyberyjskim. W Europie znany jest z Portugalii, Hiszpanii, Wielkiej Brytanii (z południowej Anglii), Francji, Belgii, Holandii, Luksemburga, Niemiec, Szwajcarii, Liechtensteinu, Austrii, Włoch, Danii, Szwecji, Norwegii, Finlandii, Estonii, Łotwy, Litwy, Polski, Czech, Słowacji, Węgier, Białorusi, Ukrainy, Mołdawii, Rumunii, Bułgarii, Słowenii, Chorwacji, Bośni i Hercegowiny, Czarnogóry, Serbii, Albanii, Macedonii Północnej, Grecji oraz europejskiej części Rosji. Północna granica jego zasięgu na tym kontynencie biegnie przez Fennoskandię i Karelię.
W Azji stwierdzono jego występowanie w Gruzji, Azerbejdżanie, Armenii, Turcji, Jordanii, na Syberii Zachodniej i Wschodniej, w Kazachstanie, Turkmenistanie, Uzbekistanie, Tadżykistanie, Kirgistanie, Iranie, Afganistanie, Mongolii, Chinach, Rosyjskim Dalekim Wschodzie i Korei Północnej.
W Polsce gatunek ten podawany jest ze stanowisk rozproszonych w prawie całym kraju, od nizin po przedgórza, jednak spotykany jest rzadko i pojedynczo, a jego obserwacje współczesne są nieliczne. Na „Czerwonej liście gatunków zagrożonych Republiki Czeskiej” umieszczony jest jako gatunek krytycznie zagrożony wymarciem (CR).